# Aéroport de Batna - Mostepha Ben Boulaid
Pour les articles homonymes, voir BLJ.
L'aéroport de Batna - Mostepha Ben Boulaid (code IATA : BLJ • code OACI : DABT) est un aéroport international algérien, situé sur la commune de Lazrou à 35 km au nord de la ville de Batna.

## Présentation
L’aéroport de Batna est un aéroport civil international desservant la ville de Batna, capitale historique des Aurès, et sa région (wilayas de Batna, de Biskra, de Khenchela et d'Oum-El-Bouaghi).
L'aéroport est géré par l'EGSA Constantine.
La principale école de pilotage privée algérienne, Aurès Aviation, est établie sur l’aéroport de Batna.

## Situation

### Carte des aéroports de l'Algérie
| \| 100 km1:14 790 000 \| Adrar Alger Annaba Batna Béjaïa Biskra Boufarik Chlef Constantine Ghardaïa Hassi Messaoud In Amenas Jijel Oran Sétif Tamanrasset Tébessa Tlemcen Béchar Bordj Mokhtar Djanet El Bayadh El Goléa El Oued Illizi In Salah Ghriss Ouargla Tiaret Timimoun Tindouf Touggourt |
| 100 km1:14 790 000 |

Carte statique des aéroports d'Algérie.Carte dynamique des aéroports d'Algérie.

## Historique
L'aéroport est inauguré le 5 juillet 1998, sous le nom d'aéroport de Medghassen, du nom berbère du mausolée numide situé à Boumia non loin de l'aéroport.
L'aéroport est désormais nommé Mostefa Ben Boulaïd en hommage au chef historique du Front de libération nationale durant la guerre d'indépendance algérienne.

## Infrastructures liées

### Pistes
L'aéroport dispose d'une piste d'une longueur de 3 000 m en béton bitumineux.

### Aérogare
L'architecture de l'aérogare est inspirée de la forme du mausolée de Medracen.

## Compagnies aériennes et destinations
| Compagnies  | Destinations                                                                |
| ----------- | --------------------------------------------------------------------------- |
| Air Algérie | Alger-Houari-Boumédiène, Lyon-Saint-Exupéry, Marseille-Provence, Paris-Orly |

Actualisé le 31/07/2023

## Statistiques
Le graphique qui aurait dû être présenté ici ne peut pas être affiché car il utilise l'ancienne extension Graph, désactivée pour des questions de sécurité. Des indications pour créer un nouveau graphique avec la nouvelle extension Chart sont disponibles ici.

Voir la requête brute et les sources sur Wikidata.

La fréquentation de l'aéroport a atteint un pic de 125 000 passagers en 2002, mais aujourd'hui avec quatre vols par semaine vers la capitale et cinq vers l’étranger, la fréquentation est à peine de 80 000 passagers par an.